# Stefan Drajewski
Stefan Drajewski (ur. 23 lipca 1960 w Rosku) – polski naukowiec, specjalista w zakresie sztuki muzycznej (kompozycja i teoria muzyki), adiunkt w Akademii Muzycznej im. Ignacego Jana Paderewskiego w Poznaniu, krytyk teatralny, baletowy i muzyczny, absolwent polonistyki Uniwersytetu im. Adama Mickiewicza w Poznaniu (1984).
W 2016 uzyskał stopień naukowy doktora sztuki w dziedzinie sztuk muzycznych (kompozycja i teoria muzyki), nadany przez Akademię Muzyczną im. Ignacego Jana Paderewskiego w Poznaniu na podstawie rozprawy Ekfraza dzieła muzycznego w choreografiach Conrada Drzewieckiego, a w 2024 stopień doktora habilitowanego sztuki w dziedzinie sztuk muzycznych, nadany przez tę samą uczelnię na podstawie pracy Polski balet i teatr tańca XX i XXI wieku w perspektywach historycznej i heteronomicznej. 

## Działalność
Jako krytyk literacki i teatralny debiutował w 1984 roku na łamach „Kierunków”.  Współpracował z „Autografem”, „Sztuką”, „Sceną”, „Sycyną”.
W latach 80. i na początku lat 90. ubiegłego stulecia zajmował się twórczością księży poetów, czego plonem były szkice i eseje oraz słownik biobibliograficzny Księża poeci opublikowany w miesięczniku „Życie i Myśl” (1989 nr 11/12 i 1990 nr 11/12).
Współpracował od pierwszego do ostatniego numeru z tygodnikiem „Goniec Teatralny” (1990–1992).
Pisze teksty do programów teatralnych. Publikował w „Głosie Wielkopolskim”, „Notatniku Teatralnym”, dwutygodnik.com, „Twojej Muzie”, „Ruchu Muzycznym”, „Kronice Wielkopolski”. Swoje szkice o poznańskich artystach i wywiady opublikował w książkach zbiorowych: Poznaniacy: portretów kopa i trochę (1996) oraz Poznaniacy II: Portretów kopa i trochę (1997) – Wydawnictwo w Drodze. W 2013 r. opublikował dwa szkice: „Wierzyliśmy mu bezgranicznie” i „Party... w cieniu” w albumie jubileuszowym Polskiego Teatru Tańca Pod prąd do źródła oraz szkic o dyrekcji Izabelli Cywińskiej w Teatrze Nowym w Poznaniu w albumie Teatr Nowy w latach 1973–1987 pod dyrekcją Izabelli Cywińskiej w fotografii Jacka Kulma. W 2014 ukazała się biografia Conrada Drzewieckiego pt. Conrad Drzewiecki. Reformator polskiego baletu.

## Publikacje książkowe
- Na pielgrzymkowym szlaku. Miejsca kultu religijnego w Wielkopolsce, Wydawnictwo WBP 1999[5]
- Antologia wierszy o Poznańskim Czerwcu – Czarny Czwartek, Wydawnictwo WBP 2006[6]
- Wywiad rzeka z Olgą Sawicką, primabaleriną polskiego baletu, pt. Życie z tańcem, Wydawnictwo Poznańskie 2009[7]
- Conrad Drzewiecki. Reformator polskiego baletu, Dom Wydawniczy Rebis, Poznań 2014[8]
- Jerzy Borwiński, Stefan Drajewski, Teatr Polski w Poznaniu, Wydawnictwo Miejskie Posnania 2015[9]
- Ekfraza dzieła muzycznego w choreografiach Conrada Drzewieckiego, Wydawnictwo Akademii Muzycznej w Poznaniu 2017[10]
- Zatańczyć. Studia nad polskim baletem i teatrem tańca, Wydawnictwo Akademii Muzycznej w Poznaniu 2019[11]
- Z dziesiątego rzędu. Recenzje z przedstawień baletowych i teatru tańca, operowych, operetkowych oraz musicalowych opublikowane w latach 1987–2020, Wydawnictwo Akademii Muzycznej  w Poznaniu 2021[12]
- Polski Teatr Tańca 1973–2023. Historia, ludzie, idee, Wydawnictwo Miejskie Posnania 2023 (wraz z Jagodą Ignaczak)[13]